# Тамас
Тамас (від санскрит: तमस् — темрява) — одна із гун у філософії самкх'я, гуна інерції, спротиву дії. Тамас перекладається з санскриту також як байдужість.
Поняття саттва, раджас і тамас характерні як для індуїзму, так і для буддизму й сикхізму. Тамас розцінюється як найнижча з трьох гун. Це сила що веде до темряви, смерті, руйнування, неуцтва, бруду, непокори. Якщо в житті людини домінує тамас, то її карма зменшується, і як наслідок, вона народжується в нижчій життєвій формі. Для такого життя характерні лінощі, безвідповідальність, шахрайство, злоба, безсердечність, критиканство й вишукування у всьому недоліків, роздратування, відсутність мети та логічного мислення й планування, пошуки виправдань. До цього списку належать також переїдання й споживання алкоголю чи наркотиків.
Тамас — найнегативніша гуна, оскільки вона суперечить закону карми й основній засаді дгармічних релігій: того, що до карми не можна ставитися байдуже.
Тамас неможливо перебороти за допомогою тамасу. Здолати його можна завдяки раджасу — дії. Перехід від тамасу до саттва складніший.